# Bracon analcidis
Bracon analcidis är en stekelart som beskrevs av William Harris Ashmead 1889. Bracon analcidis ingår i släktet Bracon och familjen bracksteklar. Inga underarter finns listade.